# Kléber Ramírez Rojas
Kléber Ramírez Rojas (Chiguará, Mérida, Venezuela, 8 de noviembre de 1937-Caracas, Venezuela, 6 de junio de 1998) fue un ingeniero civil, profesor universitario, estadista, guerrillero e ideólogo socialista y bolivariano venezolano.
Se destacó su participación en movimientos y organizaciones políticas de corte izquierdista en América y el mundo, además de ser considerado un personaje ilustre de Mérida y de Venezuela. Realizó aportes ideológicos-filosófico-políticos importantes a la Revolución Bolivariana y al socialismo del siglo XXI, siendo uno de los teóricos más influyentes en la visión política del fallecido expresidente Hugo Chávez que desembocara en el primer intento de golpe de Estado de Venezuela de 1992.
Lleva su nombre la Universidad Politécnica Territorial del Estado Mérida, la unidad oncológica del Hospital Luis Razetti en el estado Anzoátegui, y muchas otras. A través de sus escritos, muchos de ellos inéditos y otros póstumos, Kléber Ramírez insistió mucho en el «Estado comunal», concepto relacionado con la comuna.

## Vida personal

### Juventud y familia
Kléber Ramírez nació en Chiguará el 8 de noviembre de 1937, un pueblo rural de los Andes venezolanos. Sus padres fueron don Antonio Ramírez (ganadero) y doña Carmen Rojas de Ramírez (ama de casa). Se casó en 1970 con la Sra. Aliria Violeta Hernández Castellanos y fue padre de tres hijos: Pablo Alfonzo, Simón Alberto y Yamira Isabel.

### Estudios primarios y secundarios
Los primeros grados los cursa en su pueblo y culmina la primaria en el Instituto Domingo Savio de los Salesianos. Continua su bachilleraro en los liceos Independencia, Caracas y Fermín Toro en el cual toma parte activa en la huelga contra Marcos Pérez Jiménez en febrero de 1956.

### Estudios superiores e inicios en la actividad política
Comienza estudios de Ingeniería Civil en la Universidad Central de Venezuela; se incorpora definitivamente al movimiento revolucionario a través de la Juventud Comunista y en 1961 es electo presidente del centro de estudiantes de Ingeniería.
Viaja como delegado universitario al 1.er foro mundial de la Juventud realizado en Moscú y sigue a Hanói, Vietnam, para participar en un seminario sobre educación y alfabetismo. Participa luego en el Primer Congreso Latinoamericano de Estudiantes de Ingeniería celebrado en Bello Horizonte, Brasil y en 1962 integra la directiva de la FCU. El trabajo en el campo revolucionario lo aleja de la universidad para cumplir tareas políticas para las Fuerzas Armadas de Liberación Nacional en diversas regiones del país, hasta 1971 cuando por razones políticas se ubica en Mérida dando culminación en ese año a los estudios de Ingeniería Civil.

### Catedrático universitario
Kléber Ramírez Rojas ejerció como catedrático en la Universidad de Los Andes.

### Desarrollo ideológico
Kléber se ganaba a la gente con su sencillez y humildad. En un lenguaje llano dibujaba lo que considera las líneas maestras de la transformación de Venezuela, por eso habla de dignidad y soberanía, desarrollo integral del hombre, ciencia y tecnología al servicio de la independencia y solidaridad continental latinoamericana. Además profesaba un gran bolivarianismo, incluso uno de su hijos lleva por nombre “Simón” en honor al Libertador Simón Bolívar.
Fue miembro fundador del movimiento político Ruptura y del Partido de la Revolución Venezolana y al disolverse estas organizaciones políticas se retira del activismo partidista y regresa a Chiguará en donde alterna sus tareas privadas en una pequeña finca ganadera con un período de reflexión política, cuyas conclusiones son presentadas en su obra Venezuela la IV República (o la total transformación del Estado), siendo su doctrina estratégica general para la acción de la sociedad venezolana «producir alimentos, ciencia y dignidad».
En su obra póstuma Historia documental del 4 de febrero, publicada en junio de 1998, se encuentra una reflexión e interpretación profunda sobre los hechos ocurridos el 4 de febrero de 1992, los documentos que redactó:
- 18 decretos de «el consejo general nacional para la dirección política y administrativa de la república de Venezuela»
- los 6 decretos de «Presidente de la República»
- el «Programa general para el nacimiento de una nueva Venezuela»
- el «Programa nacional de ejecución inmediata para el rescate y fortalecimiento de la dignidad de la nación (Programa de emergencia)»
- el «Acta constitutiva del gobierno de emergencia nacional»

- los 2 comunicados «El gobierno de emergencia nacional se dirige a la nación»

Documentos todos que se iban a dictar desde Miraflores si la insurrección cívico-militar triunfase, los cuales fueron aprobados por los insurrectos desde el Cuartel de Caballería Páez de Maracay en enero de 1992. Sus reflexiones lo llevan a elaborar propuestas de cambios políticos para su discusión, aportando valores y referentes, mediante el rescate de la memoria colectiva y el cultivo de la significación de la particularidad individual, dentro del entorno social circundante.

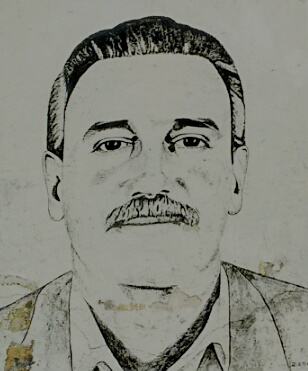
Kléber Ramírez, foto de mural en Chiguará

## Vida política

### Militancia política
Kléber Ramírez fue militante de diversos partidos izquierdistas de Venezuela. Perteneció al Partido Comunista de Venezuela, fue uno de los fundadores del Frente de Liberación Nacional y de las Fuerzas Armadas de Liberación Nacional, coordinador nacional del movimiento político Ruptura y fundador del Partido de la Revolución Venezolana (PRV) y posteriormente, del Movimiento Bolivariano Revolucionario -200.

### Participación en procesos revolucionarios
Kléber Ramírez Rojas estuvo en diferentes países que transitaban revoluciones sociales, tales como la Revolución sandinista de Nicaragua, donde permaneció unos ocho meses antes de la caída de Anastasio Somoza Debayle. También visitó Vietnam y estrechó la mano de Ho Chi Minh en 1961; además estuvo en Irak, la República Popular China y la Unión Soviética.

## Reflexiones

### Estado comunero
Según las ideas de Kléber Ramírez, la crisis del Estado venezolano se resolvía solamente con la liquidación y entierro de este Estado liberal-gomecista, creando uno nuevo que él había llamado «comunero». El tipo de Estado que plantea Ramírez es de corte izquierdista. La construcción de una nueva república debía estar basada en «producir alimentos, producir ciencia y producir dignidad».
En Historia documental del 4 de febrero, Ramírez describe que el objetivo fundamental de la «democracia comunera o comunal» es «que la sociedad asuma y ejerza su responsabilidad y con ella, los individuos» cuyo último fin es la «democracia total» en la cual, según Ramírez, «si existiese el Estado, sería una entelequia».
El Estado gomecista, según Ramírez, estable el anticomunismo como bandera; legalmente establecida en el inciso VI del artículo 32 de la Constitución gomecista que aunque fue suprimida en la presidencia de Medina Angarita, los adecos, aprovechándose de la Guerra Fría, conservaron la herencia gomecista anticomunista.

### De la Cuarta a la Quinta República
Kléber Ramírez fue quien redactó las bases programáticas de la insurrección del 4 de febrero de 1992, liderada por Hugo Chávez. En éstas propuso los fundamentos para la construcción de una nueva república venezolana.
En su libro Venezuela: La IVa República dice que:

... los partidos políticos no son instituciones permanentes, tienen vigencia en determinado momento; luego su razón de ser desaparece o puede desaparecer, para convertirse en verdaderos empresas expoliadoras de las necesidades y esperanzas populares, son epifenómenos; cambian sus líderes y sus plataformas, (...), la única realidad es el pueblo, con sus necesidades anhelos e inquietudes.
Kléber Ramírez Rojas

## Obras

### En vida
- Venezuela: La IVa República (o la total transformación del Estado) (1991)
- Carta abierta al Dr. Rafael Caldera (1994)
- Álbum del Gran Mariscal de Ayacucho Antonio José de Sucre (1994)

### Póstumas
- Historia documental del 4 de febrero (1998)
- Chiguará un pueblo NO (2001)